# Люнебург (район)
Люнебург (нем. Lüneburg) — район в Германии. Центр района — город Люнебург. Район входит в землю Нижняя Саксония. Занимает площадь 1323,35 км². Население — 175 615 чел. Плотность населения — 132,6 человек/км².
Официальный код района — 03 3 55.
Район подразделяется на 43 общины.

## Города и общины
1. Адендорф (9 838)

Управление Нойхаус
1. Блеккеде (9 728)
2. Люнебург (71 909)

Управление Амелингхаузен
1. Амелингхаузен (3 821)
2. Бетцендорф (1 129)
3. Ольдендорф (1 042)
4. Релинген (742)
5. Зодерсторф (1 526)

Управление Бардовик
1. Бардовик (6 089)
2. Барум (1 843)
3. Хандорф (2 100)
4. Мехтерзен (666)
5. Радбрух (1 840)
6. Фёгельзен (2 353)
7. Витторф (1 428)

Управление Даленбург
1. Бойтце (419)
2. Далем (529)
3. Даленбург (3 468)
4. Нарендорф (1 403)
5. Тостерглопе (644)

Управление Геллерзен
1. Кирхгеллерзен (2 067)
2. Реппенштедт (6 800)
3. Зюдергеллерзен (1 599)
4. Вестергеллерзен (1 724)

Управление Ильменау
1. Барнштедт (804)
2. Дойч-Эферн (3 609)
3. Эмбзен (2 665)
4. Мельбек (3 322)

Управление Остайде
1. Барендорф (2 253)
2. Нетце (2 652)
3. Райнсторф (1 345)
4. Томасбург (1 337)
5. Фасторф (958)
6. Вендиш-Эферн (1 687)

Управление Шарнебек
1. Артленбург (1 617)
2. Бритлинген (3 214)
3. Эхем (1 002)
4. Хитберген (877)
5. Хонсторф (2 477)
6. Людерсбург (667)
7. Рульсторф (1 809)
8. Шарнебек (3 214)